# Hans Tschumi
Hans Tschumi (1858 - 1944) was een Zwitsers politicus.
Tschumi was lid van de Boeren-, Middenstanders- en Burgerpartij (BGB). Hij was lid van de Regeringsraad van het kanton Bern.
Tschumi was van 1 juni 1916 tot 31 mei 1917 en van 1 juni 1924 tot 31 mei 1925 voorzitter van de Regeringsraad (dat wil zeggen regeringsleider) van het kanton Bern.